# Atractus edioi
Atractus edioi — вид змій родини полозових (Colubridae). Ендемік Бразилії.

## Поширення і екологія
Atractus edioi відомі з типової місцевості, розташованої в муніципалітеті Мінасу на півночі штату Гояс, поблизу ГЕС Кана-Брава. Вони живуть у вологій савані серрадо.